# كينيتشي ياماكاوا
كينيتشي ياماكاوا (باليابانية: 山川健一) (19 يوليو 1953، تشيبا في اليابان)؛ موسيقي وروائي ياباني.